# Michiko Kichise
Michiko Kichise (jap. 吉瀬 美智子 Kichise Michiko; ur. 17 lutego 1975 w Asakura) – japońska aktorka i modelka.

## Filmografia

### Seriale
- Sesiru no Mokuromi (Fuji TV 2017)
- Blanket Cats (NHK 2017)
- Otona Joshi (Fuji TV 2015)
- Dr. Rintaro (NTV 2015)
- Oriento Kyuko Satsujin Jiken (NTV, YTV 2015)
- Hirugao (Fuji TV 2014)
- Mikeneko Holmes no Suiri (NTV 2012)
- Kodomo Keisatsu (TBS 2012)
- Hanawa-ke no Yonshimai (TBS 2011)
- Hagane no Onna 2 (TV Asahi 2011)
- BOSS 2 (Fuji TV 2011)
- Guilty, Akuma to Keiyakushita Onna (Fuji TV 2010)
- Hagane no Onna (TV Asahi 2010)
- Bloody Monday (TBS 2010)
- LIAR GAME 2 (Fuji TV 2009)
- BOSS (Fuji TV 2009)
- Moso Shimai (NTV 2009)
- Tenchijin jako Oyu (NHK 2009)
- Bloody Monday (TBS 2008)
- Taiyo to Umi no Kyoshitsu (Fuji TV 2008)
- Maou (TBS 2008)
- Around 40 (TBS 2008)
- Pandora (Wowow 2008)
- Nodame Cantabile SP (Fuji TV 2008)
- Joshi Deka! (TBS 2007)
- Hataraki Man (NTV 2007)
- LIAR GAME jako Eri (Fuji TV 2007)
- Serendip no Kiseki Miracle of Serendip (NTV 2007)
- Nodame Cantabile (Fuji TV 2006)
- Attention Please (Fuji TV 2006) odc.1
- Densha Otoko Deluxe (Fuji TV 2006)
- Fukigen na Gene (Fuji TV 2005) odc.6,7
- Division 1 Hannin Deka (Fuji TV 2004)

### Filmy
- Kamisama no Karute 2 (2014)
- Kodomo Keisatsu (2013)
- Sougen no Isu (2013)
- Garu (2012)
- Kamisama no Karute (2011)
- Runway☆Beat (2011)
- Boku to tsuma no 1778 no monogatari (2011)
- Shikeidai no Elevator (2010)
- Nodame Cantabile The Movie II (2010)
- Umi no Kingyo (2010)
- Liar Game: The Final Stage (2010)
- Nodame Cantabile The Movie I (2009)
- Byakuya (2009)
- Jump (2004)
- Yomigaeru Kinro (1998)
- Chugoku no chojin (1998)